# Mehkužci
Mehkužci (znanstveno ime Mollusca) so živalsko deblo, v katerega uvrščamo okrog 85.000 danes znanih in opisanih vrst. Med vsemi morskimi organizmi predstavljajo največje živalsko deblo, saj vsebuje slabo četrtino vseh znanih vrst, številne vrste pa bivajo tudi v sladkih vodah in na kopnem. Mehkužce navadno delimo v 9 ali 10 razredov, od katerih sta dva izumrla. Med njimi so največja in najbolj raznolika skupina polži, ki edini uspevajo tudi na kopnem.
Kot nevretenčarji so v svojem razvoju dosegli razmeroma visoko stopnjo telesne organiziranosti, predvsem glavonožci, ki imajo najkompleksnejše razvito živčevje med vsemi nevretenčarji. Kot skupina so sicer izredno raznoliki, tako po telesni zgradbi in velikosti, kot tudi po vedenju in ekologiji. Čeprav je težko najti telesno značilnost, ki bi bila skupna prav vsem mehkužcem, je zanje v splošnem značilno mehko, nečlenjeno telo z dvobočno somernostjo, plašč s plaščno votlino, v kateri poteka dihanje in izločanje, ter organizirano živčevje, pri mnogih vrstah pa še lupina, ki strehasto pokriva telo. Najpreprostejši način razmnoževanja mehkužcev sloni na zunanji oploditvi, le nekatere vrste se razmnožujejo z notranjo oploditvijo.
Mehkužci imajo zelo pomembno vlogo v vodnih in kopenskih ekosistemih, saj način življenja različnih skupin obsega širok spekter vlog, vse od filtratorjev preko plenilcev do zajedavcev. Nekateri mehkužci živijo v sožitju z drugimi organizmi, kot so alge in drugi nevretenčarji, druge, invazivne vrste mehkužcev pa povzročajo velike spremembe v ekosistemih zaradi nenadzorovanega širjenja. 
Za človeka mehkužci že več tisoč let predstavljajo vir hrane, poleg tega pa še vir luksuznega blaga, kot so biseri, biserovina, škrlatno oz. purpurno barvilo in morska svila. V nekaterih predindustrijskih družbah je bila lupina mehkužcev plačilno sredstvo. Določene vrste so človeku nevarne zaradi strupenega ugriza ali vboda. Po drugi strani je več milijonov ljudi okuženih z zajedavci zaradi uživanja sladkovodnih polžev, uživanje pokvarjenih ali strupenih školjk pa lahko privede do zastrupitev s hrano. Nekatere vrste polžev so tudi pomembni kmetijski škodljivci. Nenavaden videz nekaterih mehkužcev, predvsem glavonožcev, je prispeval k nastanku mnogih mitoloških zgodb o morskih pošastih. Veda o mehkužcih se imenuje malakologija.

## Taksonomija
Med taksonomi celo glede klasifikacije na najvišji ravni, tj. ravni razredov, še vedno ni enotnega mnenja. Tu predstavljena klasifikacija ločuje sodobne mehkužce na osem razredov, še dva pa sta izumrla, poznana samo po fosilnih primerkih. V literaturi sta razreda Caudofoveata in Solenogastres še vedno obravnavana kot enoten razred brazdonožcev (Aplacophora), vendar novejša spoznanja kažejo, da je med njima dovolj razlik za ločevanje.
| Razred                                      | Slika                  | Značilnosti/nekateri predstavniki | Število vrst | Življenjski prostor                                                  |
| ------------------------------------------- | ---------------------- | --- | ------------ | -------------------------------------------------------------------- |
| polži (Gastropoda)                          | Cepaea hortensis       | Lupina je iz enega dela in ima obliko zavite hišice. Morski polži živijo na morskem dnu, le nekaj vrst je pelagičnih. Večina se hrani z algami ali z organskimi usedlinami, nekatere vrste so plenilske. So edina skupina mehkužcev, ki biva tudi na kopnem. Predstavniki: latvice, morska ušesa, morski zajčki, gološkrgarji | 70.000       | morski, sladkovodni, kopenski                                        |
| školjke (Bivalvia)                          | Tridacna sp.           | Lupina je dvodelna. Nekatere vrste se počasi premikajo po morskem dnu, druge (kot so ostrige) so trajno pritrjene na podlago. Glava ni razvita, namesto strgače imajo velike in dovršene škrge, ki delujejo kot dihala ter kot struktura za lovljenje drobcev hrane in mikrobov. Predstavniki: ostrige, klapavice | 20.000       | morski, sladkovodni; nekatere vrste preko 5.000 m                    |
| glavonožci (Cephalopoda)                    | Sepioteuthis sepioidea | Lupino imajo večinoma zakrnelo. Na glavi z dobro razvitimi možgani in čutili imajo lovke s priseski, v ustih pa močne čeljusti. S pomočjo omišičene plaščeve votline, ki deluje po enakem principu kot reaktivni motor, se lahko premikajo zelo hitro in gibčno. Nekateri glavonožci, kot so velelignji, dosežejo izjemne telesne velikosti. Značilna je cefalizacija, tj. zbranost čutil na glavi blizu možganov (predvsem pri lignjih in hobotnicah). Predstavniki: brodniki, sipe, hobotnice, lignji | 900          | morski, večina v pelagialu, hobotnice v glavnem blizu morskega dna   |
| bokoživčniki oz. oklopniki (Polyplacophora) | Tonicella lineata      | So ovalno ploščati in dolgi do nekaj centimetrov ter živijo v morju. Na hrbtu imajo lupino iz osmih ploščic, ki se opekasto prekrivajo. Glava je slabo razvita, čutilne lovke in oči niso razvite, strgača je prisotna. Živčevje je zelo preprosto, brez ganglijev. Večina se prehranjuje z algami. Predstavniki: olivni oklopnik, ščetinast oklopnik | 1.000        | skalnat pas bibavice in morsko dno                                   |
| slonovi zobčki (Scaphopoda)                 | Antalis vulgaris       | Lupina je podolgovata in stožčasta, glava in noga izhajata iz širšega konca. Hranijo se z mikrobi iz sedimenta, ki jih ujamejo z lepljivimi, lovkam podobnimi strukturami. | 500          | morski, zakopani v sediment; 6–7.000 m                               |
| Solenogastres                               | Epimenia verrucosa     | Črvaste živali, na videz podobne mehkužcem iz razreda Caudofoveata, vendar se razlikujejo v mnogih podrobnostih; plašč izloča več posameznih plasti mineraliziranih bodic ali lusk; gibljejo se s pomočjo migetalk; mesojedi (karnivori); dvospolniki. | 200          | morsko dno, 200–3.000 m                                              |
| Caudofoveata                                | Falcidens sp.          | Črvaste živali brez lupine, dolžine od 2 mm do 14 cm, plašč izloča hitinsko kutikulo; brez noge, zato se gibljejo z ritmičnim krčenjem telesa; številne značilne strukture mehkužcev niso prisotne. | 120          | morsko dno, predvsem špranje v mehkem sedimentu, 200–3.000 m globoko |
| monoplakofori (Monoplacophora)              | Helcionopsis sp.       | Razmeroma majhni mehkužci (od 3 mm do 3 cm) s strehasto lupino, glava in pripadajoče strukture (razen strgače) podobno slabo razvite kot pri bokoživčnikih. Prehranjujejo se z organskimi usedlinami; enospolniki (gonohoristi). | 31           | morsko dno, 1.800–7.000 m; ena vrsta 200 m                           |
| Rostroconchia †                             | Technophorus sharpei   | fosilni; verjetni predniki školjk | izumrl       | morski                                                               |
| Helcionelloida †                            | Latouchella costata    | fosilni; polžem podobni organizmi | izumrl       | morski                                                               |

## Raznolikost
Ocene priznanih živečih vrst se gibljejo med 50.000 do 120.000. Okoli 80 % vseh znanih vrst mehkužcev naj bi spadalo v razred polžev. Leta 1969 je David Nicol ocenil število živečih vrst na 107.000, med katerimi naj bi bilo 12.000 sladkovodnih in 35.000 kopenskih polžev. Školjke naj bi tvorile okoli 14 % vseh vrst mehkužcev, ostali razredi pa manj kot 2 % vseh vrst. Leta 2001 G. Haszprunar je ocenil število živečih vrst na 93.000, ki naj bi predstavljale 23 % vseh vrst morskih organizmov, leta 2009 pa je A.D. Chapman ocenil število na 85.000. Ne glede na različne ocene so mehkužci po številu vrst na drugem mestu, za členonožci, katerih je vsaj 11-krat več (tj. okoli 1.113.000), vendar pred strunarji z 52.000 vrstami. Najvišje ocenjeno število vrst danes živečih mehkužcev je okoli 200.000, po fosilnih ostankih pa je znanih približno 70.000 vrst. Kljub temu je celokupno število vrst mehkužcev skozi celotno zgodovino verjetno nekajkrat večje od števila danes živečih vrst.
Mehkužci so ena od najuspešnejših in najbolj raznolikih živalskih skupin, kar je dejansko posledica velike sposobnosti prilagajanja in preoblikovanja (plastičnosti) osnovne zgradbe telesa tekom razvoja. Plastičnost je razvidna tako pri raznolikih nalogah določenih struktur, kot je lupina, ki poleg zunanje zaščite lahko služi npr. kot plovni organ ali pa s svojimi izrastki olajšuje zakopavanje v sediment, kot tudi pri poenotenju nalog različnih struktur, kar se npr. kaže pri uporabi lovk s priseski, zobcev na strgači idr. za lovljenje hrane. Oblike teles segajo od valjastih mehkužcev brez noge in lupine, ki so podobni ploskim črvom, do skorajda okroglih školjk brez glave z veliko dvodelno lupino. V velikosti se raztezajo od 2 mm planktonskih mehkužcev do velikanskih velelignjev, ki skupaj z lovkami merijo v dolžino preko 20 m.
Najbolj ogrožene so sladkovodne in kopenske vrste mehkužcev. Ocene omenjenih vrst se med sabo zelo razlikujejo, med drugim zaradi slabega poznavanja biodiverzitete mnogih območij ter pomanjkanja taksonomov specialistov. Leta 2004 je Svetovna zveza za varstvo narave (IUCN) na rdeči seznam uvrstila skoraj 2.000 ogroženih sladkovodnih in kopenskih vrst. Kljub temu, da velika večina mehkužcev biva v morju, je bilo na seznam uvrščenih le 41 vrst. Podatki od leta 1500 kažejo, da predstavljajo izumrli mehkužci okoli 42 % vseh dokumentiranih izumrlih vrst, pri čemer gre večinoma za sladkovodne in kopenske vrste. Mehkužce najbolj ogrožajo človeške dejavnosti, predvsem onesnaževanje voda zaradi kmetovanja in lesne industrije ter poseganje v vodotoke, kot so gradnje jezov in prekopov.

## Telesna zgradba

### Definicijske lastnosti mehkužcev
Kljub raznolikosti imajo vsi mehkužci določene lastnosti, po katerih jih lahko v splošnem definiramo. Osnovna lastnost mehkužcev je torej mehko, nečlenjeno telo z dvobočno somernostjo, ki se pri polžih izgubi. Poleg tega je značilen tudi plašč z razmeroma veliko plaščno votlino, v kateri poteka dihanje in izločanje, ter organizirano živčevje. Mehkužci nimajo notranjega ogrodja, pač pa zunanjo, bolj ali manj poapneno in ohranjeno lupino, ki v svoji najosnovnejši obliki strehasto pokriva telo, tako kot pri prilepcih. Pri filogenetsko mlajših mehkužcih sta značilni lastnosti še neposredna povezanost zadnjika (anusa) in spolovil s plaščno votlino ter dva para glavnih živcev, ki potekata proti zadnjemu delu telesa.
V literaturi se pogosto omenja tudi druge značilnosti, kot so strgača (radula), široka in mišičasta noga, zbranost drobovja v hrbtnem delu telesa in razmeroma veliko slepo črevo ter metanefridiji, ki so praktično mehkužceve »ledvice«. Vidna izjema pri naštetem so predvsem brazdonožci, pri katerih naštete strukture niso razvite oz. niso izrazite, ter glavonožci, pri katerih je noga modificirana v lovke, postavljene pred glavo.

### Osnovna zgradba posplošenega mehkužca
Zaradi že omenjene izredne raznolikosti telesne zgradbe je težko najti značilnost, ki bi bila skupna prav vsem mehkužcem. Posamezni znaki so se lahko z razvojem ožjih skupin reducirali ali močno preoblikovali, zato po navadi opisujemo telesno zgradbo mehkužcev s hipotetičnim »posplošenim« mehkužcem, ki ima osnovne značilnosti večine predstavnikov. Tak posplošeni mehkužec je podoben danes živečim monoplakoforom, domnevajo, da so bili takšni tudi prvi mehkužci.

#### Plaščna votlina
Plaščna votlina je dejansko zavihek plašča in zavzema razmeroma veliki prostor. Odpira se navzven v okolje in je glede na življenjski prostor izpostavljena morski vodi, sladki vodi ali zraku. Pri filogenetsko starejših mehkužcih se je nahajala ob strani, pri mlajših pa je pozicija odvisna od skupine, kateri določen mehkužec pripada; pri polžih se votlina npr. odpira navzpred, saj se je drobovje tekom razvoja zasukalo za 180°. V plaščni votlini so običajno parne škrge (pri mehkužcih poimenovane ktenidiji) peresaste oblike, le nekatere skupine (npr. slonovi zobčki) nimajo škrg in poteka izmenjava plinov kar skozi površino plašča. Za pretok vode skrbijo omigetalčene celice plašča ali škrg. Poleg škrg se v votlini nahaja par t. i. osfradijev, ki delujeta kot kemična receptorja, in odprtine anusa, metanefridijev ter spolnih žlez.

#### Lupina
Rob plašča izloča lupino, ki je pri nekaterih mehkužcih, kot so gološkrgarji (Nudibranchia), odsotna. V glavnem je sestavljena iz polisaharida hitina in konhiolina, ki je beljakovina, ojačana s kalcijevim karbonatom (CaCO3). Kalcijev karbonat se navadno odlaga v obliki aragonita ali kalcita v eno ali več plasti, ki jih pokriva tanjša zunanja plast iz konhiolina, imenovana periostrak. Tekom evolucije se je vodoravna (antero-posteriorna) os lupine, ki je bila značilna za črvom podobne prednike, spremenila v navpično (dorzoventralno) os. Večina živečih vrst mehkužcev ima tako v splošnem stožčasto obliko, pri nekaterih pa je lupina podolgovata in zavita v ploski ali vijačni spirali. Plašč običajno pokriva nezaščitene dele kot guba, zato lahko potegne lupino navzdol proti tlom kot pokrov in tako zaščiti preostale dele telesa, predvsem glavo in nogo.

#### Noga
Spodnjo stran telesa predstavlja mišičasta noga, ki se je pri različnih skupinah mehkužcev prilagodila na različne naloge. V nogi se nahaja par statocist, ki delujeta kot ravnotežni organ. Pri polžih noga izloča sluz, ki olajšuje drsenje po tleh. Mehkužci, ki imajo samo zgornjo lupino (npr. latvice), se z nogo trdno prisesajo na podlago, prečne mišice pa potegnejo lupino navzdol in tesno zaprejo celoten prostor ob telesu; drugi mehkužci z mišicami potegnejo nogo in druge izpostavljene mehke dele v lupino. Pri školjkah je noga prilagojena za zakopavanje v sediment. Glavonožci imajo nogo preoblikovano v lovke, ki jih uporabljajo za hranjenje in premikanje, večina samcev pa ima še t. i. hektokotil, posebno lovko, preoblikovano za parjenje.

#### Obtočila
Mehkužci imajo povečini odprto krvožilje, izjema so glavonožci, ki imajo zaprto krvožilje, podobno kot vretenčarji. Osrednja telesna votlina pri odprtem krvožilju je hemocel, ki ga tvorijo številne medsebojno povezane votlinice (sinusi) med organi. V teh sinusih kroži hemolimfa, ki neposredno oskrbuje notranje organe s kisikom in hranili. Hkrati deluje hemocel kot hidrostatski skelet, tj. preko pritiska tekočine v votlini in krčenja sosednjih mišic lahko mehkužec preoblikuje telo in/ali ustvarja potisno silo za plavanje oz. zakopavanje. Celom, telesna votlina, omejena s krovnim tkivom (epitelom), je pri mehkužcih dokaj majhna in jo dejansko predstavlja osrčnik (perikard), ki obdaja srce. To je sestavljeno iz enega ali več parov preddvornih uhljev oz. avriklov, ki sprejemajo oksigenirano hemolimfo iz škrg in jo iztisnejo v prekat oz. ventrikel, ta pa jo s krčenjem pošlje v kratko aorto, ki se razveji na sprednji in zadnji del ter se prosto odpira v hemocel. Pri glavonožcih se na bazi škrg nahaja parno srce. Glavni dihalni (respiratorni) pigment, ki po hemolimfi oz. krvi prenaša kisik, je hemocianin.
Preddvorni uhlji so tudi del izločal, saj prečistijo odpadne produkte iz hemolimfe in jih izločijo v osrčnik kot seč (urin). Metanefridija, ki sta povezana z osrčnikom, reabsorbirata uporabne snovi in v urin dodatno izločita odpadne snovi. Urin se nato izloči preko nefridiopor v plaščno votlino.

#### Dihala
Razvoj zaščitne lupine je močno omejil prosto izmenjavo dihalnih plinov skozi površino telesa, zato so se vzporedno s tem morale razviti škrge. Večina mehkužcev ima samo en par peresastih škrg, nekateri samo ene škrge. Te razdelijo plaščno votlino tako, da priteka voda ob straneh spodaj in odteka v srednji liniji zgoraj. Škrge imajo dovodno (aferentno) žilo, ki dovaja kri iz hemocela, in odvodno (eferentno) žilo, ki odvaja kri iz škrg v srce, natančneje v preddvorne uhlje. Na škrgah sta prisotni dve vrsti migetalk: ene potiskajo vodo tako, da ustvarjajo protitočni sistem s krvožiljem, druge pa čistijo prostor med izrastki škrg. V primeru, da osfradiji zaznajo škodljivo snov ali delce sedimenta, migetalke nehajo utripati, dokler se mehkužec ne umakne iz nevarnega okolja. Odtok vode s sabo ponese tudi odpadne snovi iz anusa in metanefridijev.

#### Prebavila
| Strgača Delci hrane | Odontofor Mišice |

Prebava se začne pri ustih, v katerih se nahaja nazobčana strgača (radula), s katero mehkužci strgajo organski material, kot so bakterije in alge, s površine. Oporo ji daje hrustančni odontofor, preko katerega drsi. Celoten aparat deluje tako, da se odontofor in strgača z mišicami izvihata navzven, hkrati s tem pa se vzravnajo posamezni zobci. Po postrganju površine se delci hrane prenesejo v ustno votlino preko uvihanja odontofora in strgače navznoter. Sčasoma se hitinasti zobci obrabijo zaradi nalaganja kremena (SiO2) in železovega(II,III) oksida (Fe3O4). Zobci na strgači, ki so razvrščeni v več vrst, se zato obnavljajo tako, da strgača skozi čas počasi drsi po odontoforu navzven, tako da postanejo izpostavljene rezervne vrste zobcev. Nove vrste zobcev nastajajo na proksimalnem koncu, tj. na bazi strgače. Pri nekaterih plenilskih vrstah je strgača preoblikovana za lovljenje plena, pri čemer so lahko zobci povečani, njihovo število pa zmanjšano, ali pa je cela strgača preoblikovana v rilec (npr. pri stožčastih polžih), s katerim nabodejo žrtev. Pri nekaterih drugih plenilskih vrstah, kot so modroobročkaste hobotnice, so zobci povezani s strupnimi žlezami. Strgača je edinstvena telesna struktura pri mehkužcih, saj do sedaj pri nobeni drugi skupini živali ni bila odkrita podobna struktura.
V ustni votlini se nahajajo tudi žleze, ki izločajo sluz, na katero se zalepijo delci hrane. Migetalke na sluznici pomikajo sluz s hrano preko požiralnika v želodec. Na zoženem stranskem koncu želodca migetalke navijajo »vrv sluzi« s hrano v stožčasto strukturo, podobno tuljavi, imenovano prostil. Preden sluz doseže prostil, kislo okolje v želodcu zmanjša njeno lepljivost, zaradi česar se delci hrane odcepijo. Druga vrsta migetalk razvrsti te delce na manjše, ki so povečini minerali, in večje, ki so povečini hranljivi delci. Manjši delci nato potujejo do prostila in se izločijo, večji pa potujejo v slepo črevo, ki je želodčni žep, kjer se hrana dokončno prebavi in absorbira. Krožne mišice v omenjenem zoženem delu se občasno krčijo in tako odščipnejo prostil da ne postane prevelik, odščipnjen konec nato potuje naprej po črevesju ter se izloči skozi zadnjik v plaščno votlino.
Školjke nimajo razvite glave, zato se v ustih nahajata dva para ustnih (labialnih) palpov, in sicer po en par na vsaki strani. S temi palpi školjke zajemajo organski drobir oz. detritus iz sluzi.

#### Živčevje
Mehkužci imajo praviloma dva para glavnih živcev, izjema pri tem so školjke s tremi pari. Ločimo drobovni ali visceralni par, ki oživčuje notranje organe, ter nožni ali pedalni par, ki oživčuje nogo oz. njene derivate. Oba para potekata pod drobovjem. Vlogo območnih nadzornih središč imajo gangliji, ki so skupek teles (perikarionov) živčnih celic. Istovrstni gangliji na obeh straneh telesa so povezani med sabo s komisurami, ki so razmeroma veliki svežnji živcev. Edini par ganglijev, ki se nahaja nad drobovjem, je cerebralni par, ki razvršča podatke iz očes. Nožni par ganglijev, ki nadzoruje nogo, se nahaja tik pod požiralnikom, s svojim komisurami in povezavami s cerebralnim parom pa tvori obžrelni (cirkumfaringealni) živčni obroč.
Večina mehkužcev z razvito glavo ima oči ter par preobraženih čutilnih lovk, ki zaznavata snovi, tresljaje in dotike. Poleg tega med čutila sodijo že omenjeni kemoreceptorni osfradiji v bližini škrg ter statociste v nogi. Pri glavonožcih se je obžrelni živčni obroč razvil v možgane, ki med vsemi nevretenčarji predstavlja najvišjo stopnjo razvoja živčevja. Poleg možganov je dobro razvit tudi par oči, ki je po zgradbi podoben očem vretenčarjem, kar pomeni, da so prisotni roženica, šarenica, leča in mrežnica. Živčevje glavonožcev nadzoruje še številne kromatofore na površini telesa, posebne pigmentne celice, ki omogočajo hitro spremembo barvnih vzorcev.

## Razmnoževanje in življenjski krog
Najpreprostejši sistem razmnoževanja mehkužcev sloni na zunanji oploditvi. Samice mehkužcev ležejo jajčeca, iz katerih se izležejo trohofori (osnovni stadij ličinke), veligerji oz. jadronosci (napredni stadij ličinke) ali pa že razviti mladiči. Spolni žlezi (gonadi) se nahajata tik ob osrčniku in v njega izločata spolne celice (gamete), tj. semenčice ali jajčeca. Gamete potujejo po metanefridijih in se izločijo v plaščno votlino. Nekateri mehkužci se razmnožujejo z notranjo oploditvijo, pri čemer so lahko tudi dvospolniki (hermafroditi). Tovrstno razmnoževanje zahteva zapletenejšo zgradbo spolovil.
Najosnovnejši tip ličinke je trohofor, ki živi kot plankton in se hrani s plavajočim organskim drobirjem, ki ga ujame z migetalkami. Te so razvrščene v dveh pasovih (prototroh in metatroh), ki potekata po ekvatorju telesa. Hrana potuje do želodca, v katerem migetalke pomaknejo neprebavljeno hrano v zadnjik, skozi katerega se izloči. Novo tkivo raste v notranjosti v obliki pasov mezoderma, razdalja med koničastim šopom migetalk in zadnjikom pa se tako veča.
Stadiju trohoforja pogosto sledi stadij veligerja, dvobočno somerne ličinke, pri kateri se prototroh, ekvatorialni pas migetalk, ki je bližje koničastemu šopu migetalk, razvije v t. i. tančico (velum), par mečic z migetalkami, s katerimi ličinka plava. Sčasoma ličinka potone na morsko dno in se preobrazi v odraslo obliko. Pri glavonožcih se iz jajčeca neposredno izleže mladič.
Življenjska doba se med skupinami mehkužcev zelo razlikuje. Večina mehkužcev doživi samo nekaj mesecev ali celo nekaj tednov, vendar nekatere vrste školjk doživijo največjo starost med vsemi živalmi, tudi preko 400 let. Številne vrste školjk sicer doživijo starost do 150 let. Vrste z najvišjo dokumentirano starostjo so islandska školjka (Arctica islandica) s 405 leti, potočna bisernica (Margaritifera margaritifera) s 190 leti in Panopea abrupta s 163 leti. Dejavniki, ki vplivajo na starost, so največja dosežena velikost lupine in starost ob spolni dozorelosti, ki sta v sorazmerju z življenjsko dobo, ter hitrost rasti lupine, ki je v obratnem sorazmerju z življenjsko dobo.

## Ekologija

### Vloga v ekosistemu
Mehkužci imajo zelo pomembno vlogo v vodnih in kopenskih ekosistemih, saj glede na različne skupine njihov način življenja obsega širok spekter vlog, vse od filtratorjev preko plenilcev do zajedavcev. Nekatere vrste živijo v sožitju z drugimi organizmi: primer tega je orjaška zeva, pri kateri na robu plašča bivajo simbiontske enocelične alge iz rodu Symbiodinium. Školjka izkoristi hranila, ki jih proizvedejo alge, v zameno za to pa alge dobijo anorganske snovi, kot so ogljikov dioksid, fosfati in nitrati. Podnevi školjka razpre lupino in razširi plašč, da alge dobijo sončno svetlobo, potrebno za fotosintezo. Nekatere invazivne vrste mehkužcev povzročajo veliko škodo v ekosistemih zaradi nenadzorovanega širjenja.
Školjke se nahajajo v izredno velikem številu na morskem dnu: na kvadratni meter lahko biva tudi do več tisoč školjk. Zaradi velike mase lupine mrtvih školjk pomembno prispevajo k nastanku morskega sedimenta. Poleg tega imajo bistveno vlogo pri čiščenju vode z odstranjevanjem težkih kovin in obstojnih organskih onesnaževal, kot so pesticidi. Posledično se onesnaževala lahko nakopičijo v velikih koncentracijah v školjkah.

### Življenjski prostor in način življenja
Velika raznolikost mehkužcev pomeni, da se življenjski prostori (habitati) in navade med skupinami prav tako močno razlikujejo.
Mehkužci iz razreda Caudofoveata so črvom podobne živali, ki prebivajo na morskem dnu in se hranijo z organskim drobirjem ter praživalmi, kot so luknjičarke (Foraminifera). Mehkužci iz razreda Solenogastres so na videz podobni prej opisani skupini, vendar so visoko specializirani in se prehranjujejo z ožigalkarji (npr. s koralnjaki in trdoživnjaki) ter z rebračami, in sicer tako, da srkajo telesne sokove ali pa odžirajo tkivo organizmov. Monoplakofori so globokomorski organizmi, ki se, sodeč po ostankih v črevesju, prehranjujejo z diatomejami, luknjičarkami, spužvami ipd. Bokoživčniki, kot so hitoni, so počasi plazeče se živali, ki se povečini prehranjujejo z algami, vendar so znane tudi plenilske vrste. Večina slonovih zobčkov prebiva zakopanih v morskih sedimentih v dnu pod pasom bibavice, hranijo pa se z mikrobi iz sedimenta.
Življenjski prostor in navade polžev, školjk in glavonožcev so zaradi mnogih posebnosti opisani v sledečih poglavjih.

#### Polži
Polži so največja in najbolj raznolika skupina mehkužcev, ki naseljujejo vse glavne tipe habitatov na Zemlji. Večina polžev naseljuje morja, tako plitvejše dele ob obali kot tudi globoke predele, poleg tega pa še morja v različnih podnebnih pasovih. Večina morskih polžev se plazi po morskem dnu, nekateri imajo prikrit način življenja, zakopani v morski sediment. Nekateri polži, kot so tekosomati oz. morski metulji (Thecosomata) in veslonoži oz. morski angeli (Gymnosomata), so prilagojeni plavajočemu načinu življenja (pelaški organizmi), saj so noge preoblikovane v par razmeroma velikih plavuti. Nekateri morski polži, kot so tisti iz poddružin Coralliophilinae in Epitonioidea, živijo med koralnjaki in se prehranjujejo tako, da s svojim dolgim rilcem (proboscis) vrtajo v njihova mehka tkiva. Črvasti polži (Vermetidae) imajo nepravilne podolgovate hišice, ki so pritrjene na trdo podlago, prosti konec z odprtino v hišici je usmerjen navzgor. Nekatere vrste živijo samotarsko, druge vrste pa v kolonijah. Latvice (Patella) živijo na območjih plimovanja ter ob visoki plimi zlezejo na potopljene kamne in postrgajo alge, ob oseki pa se trdno prisesajo na podlago.
Polži so edina skupina mehkužcev, ki uspeva na kopnem. Dihajo s preprostimi pljuči, ki so se razvila iz plaščne votline. Pljuča sicer niso izključno prisotna samo pri kopenskih polžih, pač pa tudi pri nekaterih vrstah sladkovodnih polžev. Polže s pljuči uvrščamo v skupino pljučarjev (Pulmonata). V primeru neugodnih razmer oz. temperatur lahko pljučarji preidejo v stanje mirovanja (dormance), pri katerem se začasno zmanjša raven presnove (metabolizma). Pri visokih temperaturah preidejo v stanje estivacije, pri katerem polži splezajo stran od tal, ki se najbolj segrejejo, ter zaprejo vhod v svojo hišico s plastjo sluzi (epifragmo), da preprečijo izgubo vode. Pred nizkimi temperaturami se na podoben način zaščitijo s hibernacijo. Polži golači, ki nimajo hišice, se zakopljejo v zemljo ali pa izvrtajo luknje v tkivo rastlin, gliv ali lišajev.
Najbolj primitivne vrste morskih polžev, kot so prapolži (Archaeogastropoda), se prehranjujejo s strganjem alg s kamnov. Prehranjevanje filogenetsko mlajših skupin je zelo raznoliko in vključuje vsejede (omnivore), rastlinojede (herbivore) in mesojede (karnivore); primeri slednjih so stožčasti polži in Euglandina rosea. Prehranjevalnim navadam se je seveda prilagodila tudi strgača po številu, velikosti in obliki zobcev, ki so lahko pri določenih vrstah povezani s strupnimi žlezami. Pljučarji so povečini rastlinojedi, le malo vrst je plenilskih. Določeni polži, npr. iz rodov Elysia in Oxynoidae, so zmožni lastne fotosinteze, saj se kloroplasti, v katerih poteka omenjeni proces, vgradijo v telesne celice; opisani fenomen imenujemo kleptoplastija. Določene vrste polžev so se prilagodile zajedavskemu (parazitskemu) načinu življenja, med njimi sta Eulima bilineata in Odostomia turrita. Telesna zgradba je zaradi zajedavskega načina življenja poenostavljena, saj so lupina, plašč in noga zakrneli, prebavila, obtočila in živčevje pa zelo preprosti.

#### Školjke
Školjke so poleg polžev druga najuspešnejša skupina mehkužcev, ki naseljujejo tako tropska kot zmerno topla in hladna morja. Večina školjk prebiva zakopana v morski ali sladkovodni sediment, številne vrste pa bivajo ob obalah oz. na območjih plimovanja. S tem so školjke varne pred plenilci, hkrati pa tudi pred močnimi tokovi, izsuševanjem in pregrevanjem ob oseki ter nihanjem slanosti zaradi dežja. Tako je pesek na morski obali lahko na videz »prazen«, vendar ga v resnici naseljuje ogromno število školjk in drugih nevretenčarjev. Druge školjke, kot so klapavice, vso življenje bivajo pritrjene na trdo podlago na istem mestu, kjer so se ustalile že kot mladi osebki. Izjema med školjkami so pokrovače, ki se lahko premikajo na kratke razdalje s hitrim odpiranjem in zapiranjem lupin, kar izkoriščajo denimo za beg pred plenilci, kot so morske zvezde.
Školjke uspevajo tudi v skrajnih razmerah. Samo v Arktičnem oceanu prebiva okoli 140 vrst školjk, na Antarktiki pa školjka vrste Adamussium colbecki biva pod ledom. Vrsti Bathymodiolus thermophilus in Calyptogena magnifica bivata v skupinah okoli hidrotermalnih vrelcev v globokomorskih jarkih Tihega oceana. V škrgah se nahajajo simbiontske bakterije, ki oksidirajo vodikov sulfid (H2S), školjke pa absorbirajo hranila, ki jih te bakterije sintetizirajo.
Nekaterim sladkovodnim školjkam ustrezajo le določeni pogoji (npr. Villosa arkansasensis), zaradi česar sodijo med oz. postajajo ogrožene vrste, medtem ko so druge postale invazivne vrste, ki povzročajo gospodarsko škodo in škodo v ekosistemu. Takšen primer je potujoča trikotničarka (Dreissena polymorpha), ki se je razširila iz jugovzhodne Rusije v Evropo in Severno Ameriko.
Večina školjk je filtratorjev, ki se hranijo s precejanjem drobnih vodnih organizmov, kot je fitoplankton, in organskih delcev v vodi. Izjema so praškrgarke (Protobranchia), ki so filogenetsko starejša skupina školjk, prehranjujejo pa se s strganjem organskega drobirja iz morskega dna. Znanih je tudi nekaj plenilskih vrst, kot je Poromya granulata, školjke iz rodu Entovalva pa živijo v sožitju z morskimi kumarami v njihovem požiralniku.

#### Glavonožci
Glavonožci prebivajo v vseh svetovnih oceanih. Vse vrste prenašajo samo morsko vodo, izjema je morda le ligenj vrste Lolliguncula brevis, ki prebiva tudi v estuarijih z manjšo slanostjo vode. Habitati se raztezajo preko skorajda vseh globin, od površinskih do globokomorskih predelov. Glavonožci so najbolj raznoliki blizu ekvatorja, proti polom pa se njihova raznolikost zmanjšuje.
Sipe se večinoma zadržujejo pri morskem dnu v plitvejših tropskih in zmerno toplih morjih. Brodniki se zadržujejo v globinah do nekaj sto metrov, največ do 700 m, izogibajo pa se morjem s temperaturo vode preko 25 °C. Prebivajo na omejenem območju v jugozahodnem delu Pacifika od Samoe do Filipinov ter v Indijskem oceanu blizu Avstralije. Habitat lignjev se med vrstami dokaj razlikuje, veliko vrst živi predvsem v severnem delu Atlantika. V splošnem so lignji samotarski plenilci (razen mladih osebkov, ki se združujejo v skupine), ki bivajo v globinah pod 300 m. Večina hobotnic se zadržuje pri morskem dnu oz. pri koralnih grebenih, nekatere vrste pa so prosto plavajoče.
Vsi glavonožci so plenilski, zaradi česar so pri prehranjevanju prevzele glavno vlogo lovke in čeljusti, strgača pa je le stranskega pomena. Večina glavonožcev ima dobro razvit vid, s katerim zaznajo plen. Ulovijo ga z lovkami ter potegnejo proti ustni odprtini, nato pa ga ugriznejo in vbrizgajo slino, ki ima deloma strupen, deloma prebavni učinek. Nekatere strupe sintetizirajo simbiotske alge.

### Naravni plenilci in obramba
Polži se zaradi počasnega premikanja ne morejo zanašati na beg pred plenilci, tako da jih pred njimi varuje bodisi kamuflažna barva bodisi trda hišica, v katero se skrijejo. Mnogi plenilci lahko hišice sicer zlahka predrejo oz. strejo. Kopenski polži imajo številne naravne plenilce, med drugim ptice, plazilce, sesalce, pajke in nekatere hrošče, kot so krešiči, kratkokrilci, kresnice, lažne kresnice in mrharji. Sladkovodni polži, katere plenijo predvsem ribe, se skrivajo v plitvih vodah ali pod debli oz. kamni, nekateri začasno za več ur splezajo iz vode. Morski polži imajo številnejše plenilce kot pa sladkovodni polži, med drugim glavonožce, morske zvezde in rake, kar je recimo razvidno in barvitejših hišic z bolj zapletenimi oblikami.
Trda lupina in bolj ali manj okrogla oblika so učinkovita mehanska zaščita školjk proti mnogim plenilcem. Kljub temu so se nekateri plenilci specializirali za prehranjevanje s školjkami. Med ribami je znan plenilec krap, od ptic pa npr. evrazijska školjkarica, ki ima poseben kljun za odpiranje lupine, ter srebrni galeb, ki lupine zdrobi s spuščanjem kamnov z višine na školjko. Ostali plenilci školjk so še morska vidra in mrož med sesalci ter nekateri polži, raki, morske zvezde in hobotnice med nevretenčarji. Poseben primer predstavlja školjka vrste Limaria fragilis, ki plenilcem nastavlja lovkam podobne izrastke. Te vsebujejo neužitne snovi, poleg tega pa se odtrgana lovka še vedno zvija, kar lahko napadalca zmede, medtem ko školjka odplava stran.
V nasprotju z davnino, kjer so glavonožci bili blizu vrha prehranjevalne verige, jih dandanes ogrožajo mnogi hitri plenilci z dobro razvitim vidom, kot so morski psi in morski sesalci, manjše glavonožce pa ogrožajo tudi njihovi večji sorodniki. Glavonožci imajo dobro razvita čutila, s katerimi lahko zaznajo npr. že minimalne spremembe tlaka v okolici in tako pravočasno opazijo plenilca ter se mu izognejo. Obrambni mehanizmi so opisani v sledečem poglavju.

#### Kemična in optična obramba
V koži in slini mnogih morskih polžev se nahajajo neužitne in škodljive snovi (predvsem terpenoidi ter kisline, kot je žveplena kislina), ki delujejo odbijajoče na plenilce. Hobotnice, lignji in sipe, od morskih polžev pa morski zajčki (Aplysiomorpha), imajo posebne črnilne vrečke, iz katerih iztisnejo izloček, ki napadalca zmede. Pri glavonožcih je glavna sestavina melanin, iztisnjeno črnilo pa praktično ustvari dimno zaveso, kar napadalca zmede, glavonožec pa lahko hitro odplava stran. Oblak izločka lahko deluje tudi kot alarm za druge pripadnike iste vrste v bližini.
V nasprotju z glavonožci morski zajčki ne morejo hitro pobegniti pred plenilci, kar pomeni, da izloček deluje predvsem kot kemična zaščita, do določene mere pa podobna obarvanost kot telo polža dodatno zmede napadalca. Izloček proizvajata dve vrsti žlez: ena vrsta izloča temno vijoličen izloček, za sintezo katerega je potrebna prehrana z rdečimi algami, druga vrsta žlez pa izloča prozoren in lepljiv izloček. Celokupno izloček deluje večplastno in pri plenilcih sproži različne odzive. Pri nekaterih deluje tako, da plenilec dojema oblak izločka kot hrano, k čemer pripomorejo različne aminokisline (npr. oksidirani produkti lizina) in druge organske kisline (tavrin) ter nizka pH vrednost in lepljivost izločka, pri drugih pa deluje močno odbijajoče, zaradi česar npr. lovke morske vetrnice izpustijo polža.
Z izjemo brodnikov imajo glavonožci v koži posebne pigmentne celice, imenovane kromatofore, s pomočjo katerih lahko hitro zamenjajo barvni vzorec. Sposobnost spreminjanja barve se močno razlikuje med predstavniki: pri vrstah, ki živijo bližje obali, so barvni vzorci bolj pestri in služijo zakrivanju pred plenilci ter signaliziranju, recimo pri parjenju, medtem ko so barvni vzorci pri vrstah, ki živijo na odprtem morju, bolj konzervativni in služijo predvsem zakrivanju.
Mnogi mehkužci so sposobni bioluminiscence, tj. oddajanja lastne svetlobe preko določenih kemičnih procesov. Primeri bioluminiscenčnih vrst polžev so Hinea brasiliana ter pripadniki iz rodov Planaxis in Phylliroe, od školjk pa iz rodu Pholas. Dominantno vlogo pri bioluminiscenci imajo glavonožci; samo med lignji je znanih vsaj 70 vrst. Večina lignjev ima dva svetlobna organa (fotofora), ki se nahajata na trebušni (ventralni) strani telesa, dodatno so po koži razporejene bioluminiscenčne celice v raznih vzorcih. Tak vzorec zakrije lignja pred plenilci, ki se nahajajo pod njim, saj celice prilagajajo kontrast oddane svetlobe glede na svetlobo sončnih žarkov, ki prihajajo s površine morja, in s tem omogočijo optimalno zlitje z okoljem. Opisani mehanizem je torej posebna vrsta protisenčenja. Določeni lignji, kot je vampirski ligenj (Vampyroteuthis infernalis), izločajo mešanico luminiscenčnih kemičnih spojin ali bakterijskega mulja, podobno kakor uporabljajo drugi mehkužci črnilo za pobeg pred plenilci. Omenjeni ligenj ima na koncu lovk dodatne svetlobne organe, kar verjetno prav tako služi izogibanju plenilcem.

## Evolucija
Razvoj mehkužcev iz skupnih prednikov in nadaljnji razvoj je med strokovnjaki sporna tema. Po eni teoriji so se mehkužci razvili iz anatomsko dokaj zapletenih prednikov z zunanjim ogrodjem oziroma lupino, ki jih je uspešno branila pred nevarnostjo, tako da se je zunanje ogrodje ohranilo pri skoraj vseh mehkužcih. Teorijo podpira najdba fosila mehkužca iz rodu Kulindroplax iz obdobja silurja, kar kaže na to, da so se preprostejši, črvom podobni brazdonožci brez lupine razvili iz anatomsko bolj zapletenih sorodnikov z zunanjo lupino.
Enotnega mnenja o pojavu glavonožcev, polžev in školjk v obdobju kambrija (tj. pred 541-485,4 milijoni let) ni, kot je razvidno pri uvrščanju izumrlih rodov Kimberella in Wiwaxia.
Pripadniki iz razreda Helcionelloida, ki so se prvič pojavili v zgodnjem kambriju, tj. pred okoli 540 milijoni let, na ozemlju današnje Sibirije in Kitajske, naj bi bili prvi mehkužci z lupino, podobno polžjim hišicam, po nekaterih teorijah tudi prvi polži. Za pripadnike iz rodu Volborthella, katerih fosile datirajo do 530 milijonov let, je bilo dolgo domnevano, da predstavljajo prednike glavonožcev, vendar je sedanja klasifikacija negotova, saj plašč ni izločal lupine, poleg tega pa notranjost lupine ni bila razdeljena na prekate, kot pri brodnikih. Tako za prvi rod glavonožcev velja Plectronoceras. Prvi glavonožci so se sicer premikali po morskem dnu in niso plavali kot sodobni glavonožci. Verjetno so bili plenilci, blizu vrha prehranjevalne verige. Vsi glavonožci z zunanjo lupino, kot so amoniti (z izjemo brodnikov), so izumrli med množičnim izumrtjem pred 65 milijoni leti (kredno-terciarno izumrtje).
Fosili pripadnikov rodov Fordilla in Pojetaia iz zgodnjega kambrija naj bi predstavljali prve školjke. Sodobni tip školjk se je pojavil v obdobju ordovicija, pred 488–443 milijoni let. Red mehkužcev Hippuritoida je bil v obdobju krede pomemben del koralnih grebenov, vendar je izumrl med kredno-terciarnim izumrtjem.
Širjenje ekoloških niš se je pri mehkužcih odvijalo postopoma: fosili sladkovodnih vrst segajo v obdobje devona, kopenski polži - pljučarji - pa so se pojavili v obdobju karbona.

## Pomen za človeka

### Hrana
Mehkužci, predvsem dagnje in klapavice, so bili pomemben vir hrane za človeka že od pojava anatomsko modernega človeka pred okoli 200.000 leti. Drugi pomembni mehkužci so še ostrige, pokrovače, morski polži, lignji in hobotnice. Kitajska je bila leta 2005 vodilna država z 80 % vsega globalnega ulova mehkužcev, kar je znašalo okoli 11 milijonov ton. V Evropi je bila vodilna država Francija. Leta 2010 je bilo vzrejenih 14,2 milijonov ton mehkužcev, kar je predstavljalo 23,6 % vseh vzrejenih morskih organizmov. V slovenskem morju so ribiči leta 2013 ujeli okoli 34 ton glavonožcev, rakov, školjk in polžev, kar je 14 % vsega morskega ulova, od tega so večino predstavljali glavonožci. V primerjavi z letom 2012 se je ulov omenjenih živali zmanjšal za več kot 30 %.
Nekatere države imajo posebne zakonske določbe glede uvoza in ravnanja z mehkužci in drugo morsko hrano zaradi preprečevanja zastrupitev s hrano, saj se v organizmih lahko nakopičijo strupi iz okolja (npr. težke kovine).
Glede na maso ulova se polži uvrščajo za školjkami. Primeri užitnih morskih polžev so latvice, morska ušesa, blatarke, breženke in morski zajčki. Od kopenskih polžev ponekod na posebnih farmah gojijo predvsem vrtne polže, kot je npr. veliki vrtni polž. Umetno gojenje školjk, predvsem klapavic in ostrig, je razvito predvsem v ZDA, Franciji in Italiji ter na Japonskem. Na Karibskem območju je pomembna velika školjka (Lobatus gigas).

### Luksuzno blago
Večina mehkužcev z lupino lahko tvori bisere, vendar so samo biseri nekaterih školjk in polžev zares dragoceni. Taki biseri imajo značilen biserovinast, iridescenčni lesk, idealni biser pa je običajno okrogle oblike, čeprav so znani t. i. baročni biseri nepravilnih oblik. Najkakovostnejše bisere tvorijo biserne ostrige vrst Pinctada margaritifera in P. mertensi, ki bivajo v tropskih in subtropskih morjih Tihega oceana.
Biser nastane kot odziv na moteč predmet v notranjosti lupine, zaradi česar školjka izloča kalcijev karbonat v mineralni obliki kot aragonit ali kalcit, ki se nalaga v plasteh. Nastane lahko po naravni poti, ko majhen tujek ali zajedavec zaide v notranjost lupine, do česar v resnici dokaj redko pride. Nekdanji način pridobivanja biserov je tako zahteval odpiranje več sto bisernih ostrig za odkritje enega samega bisera, pri tem pa so ostrige poginile; zaradi tega so bili biseri nekdaj zelo dragi. Sodobni način gojenja biserov na posebnih farmah sloni na kirurški vstavitvi majhnega koščka tkiva plašča iz druge školjke (ki tako predstavlja tujek) v notranjost lupine biserne ostrige, za pravilno oblikovanje pa se kot jedro zraven vstavi še zrno, narejeno iz koščka lupine sladkovodne školjke. Po določenem času se ponovno opravi operacijo, pri kateri se vzgojeni biser odstrani in vstavi novi tujek, školjko pa se vrne v gojišče.
Zaradi velikih potreb po omenjenih zrnih lupin in posledično prekomernega izkoriščanja sladkovodnih školjk so te že postale ogrožene v jugovzhodnem delu ZDA. Ponekod je industrija biserov tako pomembna, da se razmeroma veliko finančnih sredstev nameni za vzdrževanje zdravja školjk na farmah.
Škrlatno oz. purpurno barvilo, ki ga izloča polž škrlatnik (Bolinus brandaris), je bilo zelo cenjeno v Bizantinskem cesarstvu. Z njim so barvali bizantinsko oz. cesarsko svilo, oblačila, spletene iz te svile, pa so smeli nositi samo visoki vladni uradniki. Poleg tega so se taka oblačila pogosto dajala kot darila v diplomatske namene. Po besedah grškega zgodovinopisca in govornika Teopompa se je količina barvila »vrednotila v srebru«. Pionirji pridobivanja barvila naj bi bili Feničani, po nekaterih podatkih pa Minojci na Kreti. Barvilo so sicer pridobivale tudi predkolumbovske mezoameriške kulture, pri obeh pa je bilo bolj cenjeno kot zlato.
Morska svila je fina, redka in dragocena tkanina, ki jo izdelujejo iz dolgih niti, ki jih izločajo nekatere školjke, predvsem Pinna nobilis, da se pritrdijo na morsko dno. Prokopij iz Cezareje, ki je opisoval Perzijske vojne, je zapisal, da »je pet armenskih guvernerjev dobilo v dar plašč iz morske svile /.../ Tako so samo vladajoči razredi lahko nosili take plašče.«
Lupine nekaterih polžev, školjk in glavonožcev so priljubljeni zbirateljski predmeti. Zbirateljska dejavnost izvira iz antičnih časov, vrhunec pa je dosegla v dobi velikih odkritij. Za viktorijanske hiše v sredini 19. stoletja so bile značilne zastekljene omare, v katerih so bile poleg različnih fosilov in mineralov razstavljene še eksotične lupine mehkužcev.

### Druga uporaba
Lupine nekaterih mehkužcev, predvsem iz družine porcelank (kot je denarni kavrij, Monetaria moneta), so se v nekaterih predindustrijskih družbah na skorajda vseh celinah uporabljale kot plačilno sredstvo. Po drugi strani so nekatere lupine predstavljale statusni simbol na pomembnih dogodkih, kot so poroke in različni verski obredi.
Mineralizirane lupine so kot fosili zelo dobro ohranjeni, zato v paleontologiji predstavljajo t. i. geološko uro. To pomeni, da se z veliko natančnostjo lahko datira plast zemeljske skorje, v kateri se fosil nahaja. V davnini so lupine uporabljali kot posode, glasbila in nakit, iz njih pa so tudi izdelovali različna orodja, kot so ribiški trnki, dleta, strgala in motike.
Zaradi pritrjenega bivanja so školjke uporabne kot bioindikatorji sladke in morske vode. Onesnaženost vode se tako ocenjuje glede na populacijo školjk ter njihovo zgradbo, fiziologijo in vedenje ter vsebnost kemikalij v organizmu.
V velikih akvarijih so priljubljene hobotnice, lignji in sipe. Zadnja leta so kot hišni ljubljenčki priljubljeni ahatniki, v akvarijih pa nekateri morski polži, kot so Strombus canarium, S. marginatus, Haliotis varia, Trochus in Astraea, saj poleg lepih lupin skrbijo za čistočo akvarija zaradi prehranjevanja z algami in zajedavci. Od ostalih mehkužcev so priljubljeni še polži iz rodu Turbo ter školjke iz rodu Tridacna.

### Kmetijski škodljivci
Nekatere vrste mehkužcev, predvsem kopenski polži, so pomembni kmetijski škodljivci, ki povzročajo škodo na vrtninah, poljih in gozdovih, kot invazivni organizmi pa lahko povzročijo tudi veliko škodo v ekosistemu. Eden takih je ahatnik, ki se je razširil na mnoga območja v Aziji ter na mnoge otoke v Indijskem in Pacifiškem oceanu. Naglo širjenje in večanje škode so poskušali omejiti z naselitvijo plenilske vrste polža Euglandina rosea, kar je povzročilo še večjo škodo, saj se je izkazalo, da pleni le avtohtone vrste polžev, in ne invazivnega ahatnika. Drugi primer je novozelandski sladkovodni polž Potamopyrgus antipodarum, ki se množi izredno hitro, zato se na kvadratnem metru lahko nahaja tudi do pol milijona osebkov. Omenjeni polž je v Severni Ameriki zaradi hitrega množenja in posledičnega pomanjkanja hrane povzročil naglo zmanjšanje populacij avtohtonih vrst sladkovodnih polžev in žuželk, posledično pa tudi rib, ki se z njimi prehranjujejo. Svedrovke, družina črvom podobnih školjk z zakrnelo lupino, so znane po vrtanju lesa, potopljenega v vodo, kot so leseni piloti, pomoli in trupi ladij, zaradi česar lahko povzročijo veliko škodo.

### Medicinski pomen
Uživanje pokvarjenih školjk lahko privede do črevesnih okužb (npr. s salmonelo). Školjke, ki so živele v nečisti vodi, lahko zaradi kopičenja toksinov iz alg, s katerimi se prehranjujejo, povzročijo paralitično, nevrotoksično, diarealno, amnezijsko ali venerupinsko zastrupitev s školjkami. Značilnost vseh tipov zastrupitev je, da se pojavijo dokaj hitro, tj. v pol ure do 4 ur. Hujše zastrupitve se lahko končajo s smrtjo, predvsem pri paralitičnem tipu zaradi odpovedi dihalnih (respiratornih) mišic, pri amnezijskem zaradi poškodb možganov, pri venerupinskem pa zaradi odpovedi jeter.
Vse hobotnice imajo strupen ugriz, vendar so samo nekatere vrste nevarne človeku. Najbolj nevarne so modroobročkaste hobotnice, ki v glavnem živijo v morskih plitvinah ob Avstraliji. Navadno niso agresivne in napadejo samo, če so izzvane. Ob ogroženosti (npr. ob približanju osebe) se namreč modri obročki pričnejo svetiti in celo utripati, kar nemalokrat vzbudi radovednost in s tem željo po prijemanju »ljubke« živali. Sam ugriz je razmeroma neboleč in se ga lahko spregleda, vendar je strup močna mešanica nevrotoksinov (predvsem tetrodotoksina), ki že v pol ure lahko povzroči ohromitev dihalnih mišic in s tem smrt, ta nastopi v več kot 25 % primerov ugriza. V žlezah slinavkah ene modroobročkaste hobotnice se nahaja dovolj strupa za ohromitev 10–26 ljudi. Naslednji tropski vrsti hobotnic, ki sicer nista smrtonosni, sta Octopus apollyon, katere ugriz povzroči hudo lokalno vnetje, ki se kljub ustrezni zdravstveni oskrbi lahko celi več mesecev, ter O. rubescens, katere ugriz se celi več kot mesec dni ob neustrezni oskrbi, glavoboli in oslabelost pa lahko vztrajajo tudi do enega tedna navkljub zdravljenju.
Druga skupina nevarnih strupenih mehkužcev so stožčasti polži, ki so priljubljeni med zbiratelji zaradi lepih barvnih vzorcev na lupini. Omenjeni polži naseljujejo vsa tropska in zmerno topla morja, predvsem v območju Indijskega oceana in Pacifika, človeku nevarnih pa je 18 vrst, predvsem avstralski stožec (Conus geographus), pisani stožec (C. marmoreus), C. striatus in C. textile. Do ugriza navado pride, ko radovedna oseba prime hišico v roke ali pa jo vtakne v žep, misleč, da je hišica prazna. Podobno kot pri modroobročkastih hobotnicah je tudi tukaj najbolj nevarna posledica ugriza ohromitev dihalnih mišic. Toksini polžev, imenovani konotoksini, so zaradi natančnega in hitrega delovanja na točno določene receptorje predmet intenzivnih raziskav na področju nevrofiziologije, poleg tega je njihova sinteza razmeroma enostavna.
Shistosomoza, znana tudi kot bilhariaza, je okužba s krvnim metljajem iz rodu Schistosoma, do katere pride po zaužitju določenih vrst sladkovodnih polžev, ki so vmesni gostitelji metljaja. Po nekaterih podatkih naj bi bila shistosomoza druga najbolj pogosta okužba z zajedavci v tropskih krajih, takoj za malarijo. Ocenjuje se, da je po celem svetu prizadetih okoli 200 milijonov ljudi, od tega polovica v Afriki. Ena od takih skupin sladkovodnih polžev so mlakarji, ki so poleg krvnih metljajev vmesni gostitelji za več deset drugih zajedavcev, med drugim za jetrnega metljaja; mlakarji poleg okužb pri ljudeh povzročajo veliko gospodarsko škodo zaradi okužb živine.
Splošno prepričanje o orjaški zevi (Tridacna gigas), po katerem školjka ujame nogo človeka in je ne izpusti, dokler ta ne utone, je zgolj mit. Do sedaj ni bilo dokumentiranih primerov smrti zaradi orjaške zeve.

## Mehkužci v kulturi

### Glavonožci
Morske pošasti v podobi glavonožcev sodijo med najbolj pogoste stereotipe o mehkužcih. T. i. Kraken, mitološka morska pošast, najpogosteje upodobljena kot orjaška hobotnica ali veleligenj, je omenjena v številnih fantastičnih delih, kot so roman Dvajset tisoč milj pod morjem pisatelja Julesa Verna ter pustolovski film Pirati s Karibov: Mrtvečeva skrinja, po nekaterih teorijah tudi v Bratovščini prstana, prvemu delu Tolkienove trilogije Gospodar prstanov. Švedski naravoslovec Carl Linné je pošast celo uvrstil v prvo izdajo Systema Naturae pod znanstvenim imenom Microcosmus marinus, v naslednjih izdajah pa jo je izločil in jo v delu Fauna Suecica (1745) omenil kot »posebno pošast, ki naj bi prebivala v morjih blizu Norveške, vendar je ni še nikoli videl«. V Lovecraftovih cthulhuovskih mitih je eno od osrednjih starodavnih božanstev Cthulhu, velikanska pošast s podobo križanca med človekom, hobotnico in zmajem, ki je izvor neprestane bojazni za človeštvo na podzavestni ravni. Izraz »hobotnica« je skozi čas postala olepševalni izraz (evfemizem) za vplivno kriminalno organizacijo.

### Polži
V kulturi je polž nemalokrat stereotipno predstavljen kot majhno, počasno in nemočno bitje. Mnoge zgodnje kulture so imele negativen pogled na polža. Kljub temu so stari Grki verjeli, da je ob polževem plezanju po steblih žita prišel čas žetve, Azteki pa so ga častili kot podobo Luninega boga Tecciztecatla. V krščanstvu je polž zaradi počasnosti postal simbol lenobe, enega od sedmih smrtnih grehov. Po drugi strani so polži pomembni v japonski in melanezijski mitologiji ter v mitologiji nekaterih ljudstev, kot so Altajci in Burjati. V Sloveniji je polž, priklenjen na zlato verigo, znan simbol Višnje Gore.

### Školjke
V antiki so školjke, predvsem pokrovače, simbolizirale ženski princip. V grški mitologiji se je Afrodita (oz. Venera v rimski mitologiji), boginja ljubezni in lepote, rodila v školjki. Ena od slavnih uprizoritev je Botticellijevo delo Rojstvo Venere. Po drugi strani je pokrovača v keltskih obredih simbolizirala zahajajoče Sonce in potovanje k smrti.
Velika pokrovača, imenovana tudi Jakobova kapica, je tradicionalni simbol Svetega Jakoba. V srednjem veku so kristjani, ki so romali h grobu apostola v mestu Santiago de Compostela, navadno nosili simbol velike pokrovače na obleki ali pokrivalu, poleg tega pa so s sabo nosili še lupino školjke, s katero so lahko prosili za miloščino.

## Mehkužci v Sloveniji
Prva znana objava o najdbi mehkužcev na območju sedanje Slovenije je v potopisu Franca Ungerja iz leta 1838. Prvi ključ za določevanje mehkužcev je leta 1969 objavil Jože Bole. Dandanes na ozemlju Slovenije poznamo preko 300 vrst polžev in preko 20 vrst školjk. Raziskovanje mehkužcev v slovenskem morju je potekalo ločeno od raziskovanja kopenskih mehkužcev, predvsem pa v manjšem obsegu. Tako imamo zadovoljive podatke le za lupinaste mehkužce v Velkovrhovi zbirki mehkužcev, ki se nahaja v Prirodoslovnem muzeju in je obenem največja tovrstna zbirka v Sloveniji. Med drugim je razlog za razmeroma skromen obseg znanja o morskih mehkužcih ta, da je slovensko morje, tj. slovenski del Tržaškega zaliva, predstavljalo le majhen del morja večjih državnih tvorb, tj. Avstro-Ogrske in Jugoslavije, zaradi česar ni bilo posebnih interesov za raziskovanje mehkužcev v dotičnem delu. Do sedaj je znanih preko 400 vrst morskih mehkužcev, od tega okoli 140 vrst školjk.
Na območju Slovenije je znanih 9 vrst oklopnikov, najpogostejši je olivni oklopnik (Chiton olivaceus), ki biva v priobalnem pasu. Med polži so zastopane tri skupine, in sicer predškrgarji, zaškrgarji ter pljučarji. Od slonovih zobčkov je znanih pet vrst, najpogostejši je oranžni slonov zobček (Dentalium inaequicostatum). Od sip sta znani navadna sipa (Sepia officinalis) in zala sipa (Sepia elegans), med tremi znanimi vrstami lignjev pa je najpogostejši užitni ligenj (Loligo vulgaris). Prav tako so znane tri vrste hobotnic, predvsem velika hobotnica (Octopus vulgaris) in moškatna hobotnica (Eledone moschata).

## Etimologija
Latinsko znanstveno ime Mollusca izhaja iz besede mollis, kar pomeni »mehek«. Sam latinski izraz izhaja iz Aristotelovega poimenovanja sip, in sicer starogrško τα μαλακά: »mehke stvari«.